# 田中真澄
田中 真澄（たなか ますみ、1936年 - ）は、日本の社会教育家。

## 経歴
福岡県大牟田市出身。1959年、東京教育大学を卒業し、日本経済新聞社に入社する。販売の第一線を経験し、日米合弁会社「日経マグロウヒル社」に出向。「日経ビジネス」の創刊業務に従事。書店を経由せず、すべて直販。しかも「読者を選ぶ」という、それまで日本にはない販売方法を確立し、同誌を我が国の代表的雑誌に導く。1979年、同社を退社。ヒューマンスキル研究所を設立した。
日本初のモチベーショナル・スピーカーとして、全国の企業、商工会、学校で講演を行っており、その数は7，500回を超えている。全国に熱狂的な「田中ファン」がいて、リピート講演が絶えない。1978年「週刊東洋経済」誌上で若手講師No.1に選ばれる。

## 著書
- 明るく生きれば人生は好転する 運を積極的にとりこむコツ（1998年、かんき出版）
- やりたい仕事ができないとき読む本 夢を叶えるための自分の磨き方（1999年、PHP研究所）
- 「依存から自立へ」の時代をどう生きるか 自立人生へのギアチェンジ（1999年、ぎょうせい）
- 迫りくる三大変革の時代にどう備えるか 構造改革・百寿化・人口減少（2001年、ぎょうせい）
- やりがいある仕事、実りある人生は後半にあり! 40歳からの生き方設計（2002年、プレジデント社）
- 50歳からの定年予備校（2003年、講談社）
- わずか3秒の「しぐさ」で成功をつかむ! 人間心理と動作から読み解く、生きる技術（2006年、実業之日本社）
- 人生は今日が始まり（2013年、ぱるす出版）
- 臨終定年〜人生後半の生き方〜（2018年、ぱるす出版）
- 朝礼・会議で使える田中真澄の61話（2019年、ぱるす出版）
- 幸せな人生を歩むための８つの法則（2020年、ぱるす出版）
- 良き習慣が創った私の人生（2021年、ぱるす出版）
- 終身現役で生き抜くための条件（2022年、ぱるす出版）
- 大谷翔平に見る商売繁盛の基本（2024年、ぱるす出版）